# Lagos (Espagne)
Pour les articles homonymes, voir Lagos (homonymie).
Lagos est un village espagnol de la commune de Vélez-Málaga, en Andalousie.